# Teoria do conflito realístico
A teoria do conflito realístico, também conhecida como conflito grupal realista ou RCT (do inglês realistic conflict theory) é um modelo psicológico social de conflito intergrupal e explica como a hostilidade intergrupal pode surgir como resultado de um conflito de interesses e competição por recursos limitados, além de oferecer uma explicação para os sentimentos de preconceito e discriminação do endogrupo em relação ao exogrupo.
Ressentimentos, atitudes negativas e antagônicas podem surgir em situações de competição onde apenas um grupo pode obter o recurso desejado.. Assim as relações positivas só podem ser restabelecidas se ambos os grupos tiverem um mesmo objetivo a ser alcançado

## Princípios da teoria
Grande parte da elaboração elegante da teoria tem a ver com o curso dos conflitos, com as formações de alianças, com as melhores estratégias em conflito, com relativas recompensas. Muitas outras características, mais descritivas do que dedutivas talvez, são de alta relevância:
- A incompatibilidade e divergência de interesses entre os indivíduos de grupos diferentes provoca os conflitos intergrupais[2] ;
- Um choque de interesses intergrupal evidente, ativo ou um conflito passado entre esses grupos, nos quais há a presença de indivíduos ameaçadores, competitivos e hostis, podem ser coletivamente chamados de “ameaça real”, e proporcionam essa percepção[2] ;
- A verdadeira ameaça causa hostilidade em direção à fonte de ameaça. Tal princípio é muitas vezes deixado implícito por ser considerado óbvio demais, mesmo sendo uma proposição característica da teoria do conflito realista. Sherif estabelece que isso ocorre devido a aversão entre o que ele identifica como exogrupo e endogrupo, e a percepção de uma ameaça causada por um deles[6];
- A ameaça causa solidariedade entre indivíduos do mesmo grupo, aumenta o etnocentrismo e a consciência/percepção da própria identidade dos integrantes;
- A ameaça aumenta a proximidade entre as fronteiras e limites do grupo, sobre um ponto de vista figurativo de manutenção da distância social, reduz a extinção ou abandono dos integrantes do grupo, aumenta a punição e a rejeição dos desertores e cria punição e rejeição para anormais pervertidos[7];
- A falsa percepção de uma ameaça vinda de um grupo em relação a outro grupo causa o aumento da solidariedade do endogrupo e hostilidade em direção ao exogrupo, ou seja, os ameaçados se solidarizam uns com os outros e se unem contra os ameaçadores[7] ;

## História

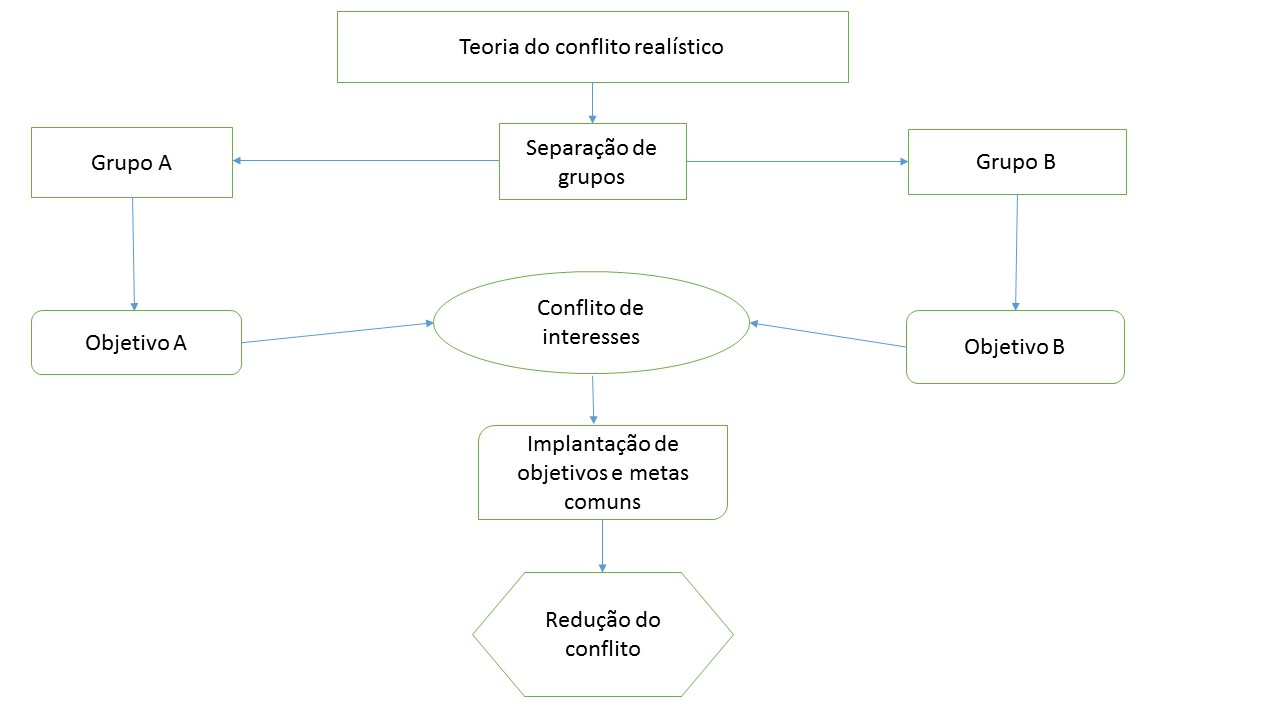
Diagrama para entender a teoria do conflito realístico

A teoria do conflito realístico foi oficialmente nomeada por Donald Campbell, e tem sido discutida por outros desde meados do século XX. Na década de 1960, esta teoria se desenvolveu a partir do reconhecimento de Campbell da tendência dos psicólogos sociais para reduzir todo o comportamento humano para metas hedonistas. Ele criticou psicólogo como John Thibaut, Harold Kelley e George Homans, que enfatizaram teorias que colocam o alimento, o sexo e a prevenção da dor como centrais para todos os processos humanos. De acordo com Campbell, as suposições hedonistas não explicam adequadamente as relações intergrupais. Ele acreditava que esses teóricos da troca social simplificavam o comportamento humano comparando a interação interpessoal com o comportamento animal.
Assim como Campbell, outros pesquisadores também começaram a reconhecer um problema no entendimento psicológico do comportamento intergrupal. Esses pesquisadores observaram que, antes de Campbell, os teóricos da troca social ignoravam a essência da psicologia social e a importância dos intercâmbios entre os grupos. Ao contrário das teorias anteriores, a teoria do conflito realístico leva em conta as fontes de conflito entre grupos, que incluem objetivos incompatíveis e competição por recursos limitados .

### A caverna dos ladrões
O estudo feito por Muzafer Sherif representa uma das demonstrações mais conhecidas da teoria. Conhecido como a experiência da caverna dos ladrões , foi realizado durante três semanas em um acampamento de verão no Parque Estadual Robbers Cave, Oklahoma, com foco no comportamento intergrupal.
O autor reuniu vinte e dois garotos que seguiam um padrão: brancos, norte-americanos de classe média, entre 11 e 12 anos, bons alunos e com bom comportamento. A proposta foi a de que esse grupo passasse duas semanas em um acampamento de verão, participando de atividades, sem saber que seu comportamento estava sendo observado todo o tempo. O grupo foi dividido em dois: os Águias e os Cascavéis. O objetivo desse experimento era investigar de que maneira uma oposição de interesses provocava o conflito intergrupal.
A primeira fase do estudo durou uma semana e produziu alto grau de união entre os indivíduos de cada grupo. Tanto a chegada ao acampamento quanto o alojamento dos meninos foram feitos separadamente, de modo que seus chalés tivessem uma distância razoável. Sendo assim, integrantes de um mesmo grupo interagiriam muito, enquanto que os dois grupos em si pouco se relacionavam .
Foram propostas diversas atividades em equipe a fim de desenvolver o senso de cooperação entre os integrantes de um mesmo grupo, tais como cozinhar, escavar um buraco para construir uma piscina e participar de vários jogos. Os garotos trabalhavam juntos, dividiam as tarefas e ao mesmo tempo se divertiam, criando um sentimento cada vez mais solidário entre si mesmos e individualista perante o outro grupo.
Na segunda fase, Sherif e seus colegas iniciaram a indução do conflito entre os dois grupos por meio de um torneio de jogos como beisebol, futebol, cabo-de-guerra e caça ao tesouro. Somente o vencedor ganharia prêmios neste torneio, ou seja, um grupo só atingiria seus objetivos se o outro fracassasse.
No início o espírito esportivo estava presente, entretanto, o sentimento de competição tornou-se um “temos que vencer a qualquer preço”. Com o passar do tempo, os meninos passaram a se referir aos seus rivais como “covardes” ou “trapaceiros”, entre outros termos pejorativos. Após uma derrota marcante em um dos jogos, os Águias queimaram uma faixa deixada pelos Cascavéis, e quando estes descobriram o ato, confrontaram os adversários, dando início a uma briga de socos. Esse antagonismo não só persistiu, como piorou no dia seguinte, se tornando frequente. Quando os pesquisadores questionaram os meninos a respeito da índole e do caráter dos adversários, as avaliações foram negativas e ao final do torneio os participantes recusaram-se a ter qualquer tipo de contato com os integrantes do outro grupo.
Nos últimos estágios do estudo, Sherif e os pesquisadores tentaram reduzir o nível de antagonismo com diversas estratégias, as quais falharam inicialmente. Entretanto, depois introduziram importantes objetivos, os quais, para serem alcançados, demandavam a cooperação entre os dois grupos, a redução da rivalidade foi atingida.

## Aplicação
A teoria do conflito realístico oferece uma explicação para as atitudes negativas em relação à integração racial e os esforços para promover a diversidade . Isto é ilustrado nos dados recolhidos na pesquisa Michigan National Election Studies. De acordo com a pesquisa, a maioria dos brancos mantinha atitudes negativas em relação às tentativas dos distritos escolares de integrar as escolas através do transporte escolar na década de 1970.
Nestas pesquisas, havia uma ameaça geral percebida que os brancos tinham de afro-americanos. Pode-se concluir que o desprezo pela integração racial foi devido à percepção dos negros como um perigo para estilos de vida, metas e recursos valorizados, ao invés de racismo simbólico ou atitudes preconceituosas formuladas durante a infância.
A teoria também pode explicar por que a competição por recursos limitados nas comunidades pode apresentar consequências potencialmente nocivas ao estabelecer uma diversidade organizacional bem-sucedida. No local de trabalho, isso é representado pelo conceito de que o aumento da heterogeneidade racial entre os funcionários está associado à insatisfação no trabalho entre os membros da maioria. Desde que as organizações são afixadas nas comunidades a que seus empregados pertencem, a composição racial das comunidades dos empregados afeta atitudes para a diversidade no local de trabalho. À medida que a heterogeneidade racial aumenta em uma comunidade branca, os funcionários brancos aceitam menos a diversidade no local de trabalho. A teoria fornece uma explicação deste padrão porque em comunidades de raças misturadas, membros de grupos minoritários são vistos como competindo pela segurança econômica, poder e prestígio com o grupo maioritário.
A teoria pode ajudar a explicar a discriminação contra diferentes grupos étnicos e raciais. Um exemplo disto é mostrado em estudos interculturais que determinaram que a violência entre os diferentes grupos aumenta em relação à escassez de recursos. Quando um grupo tem a noção de que os recursos são limitados e só estão disponíveis para a posse de um grupo, isso leva a tentativa de remover a fonte da competição. Os grupos podem tentar remover sua competição aumentando as capacidades de seus grupos (por exemplo, treinamento de habilidades), diminuindo as habilidades da competição exogrupo (por exemplo, expressando atitudes negativas ou aplicando tarifas punitivas) ou diminuindo a proximidade ao exogrupo (por exemplo, negando o acesso do imigrante).
No Brasil, esse conceito foi estudado analisando-se, no interior do Estado da Paraíba, o contato entre um grupo de assentados e um grupo de pequenos proprietários rurais. Os proprietários rurais diziam que os assentados eram beneficiados pelo governo e os descreviam como invasores de terra, enquanto os assentados classificavam os proprietários como acomodados e desorganizados. Assim, o estudo identificou que as políticas governamentais de distribuição de terra não favoreciam a integração entre os grupos, impedindo ações colaborativas entre eles. Entretanto, essas políticas favoreceram a criação de estereótipos em relação ao grupo dos assentados, pois estes recebiam benefícios do governo que os demais grupos não recebiam .

## Críticas
Os autores Donald M. Taylor e Fathali M. Moghaddam discutiram em seu livro os problemas sobre a teoria do conflito realístico, dentre eles, o problema de definição de conflito, já que não se pode tratar competição entre estudantes do mesmo modo que se trata competição entre países.
A teoria também implica que todo o conflito é ruim e deve ser evitado, o que, na visão dos dois autores, não é de fato verdade, já que conflitos podem ser construtivos e positivos, principalmente para grupos em desvantagem, pois evitar o conflito fará com que o grupo em desvantagem continue a ser explorado pelo grupo mais forte. Além disso, a teoria é negligente quanto às relações de poder, já que os estudos, tanto o conduzido por Sherif quanto por outros estudiosos, enfocam grupos que possuem o mesmo poder e trabalham com grupos fechados, ou seja, não há possibilidade de um integrante mudar de grupo.
Os autores M.B.Brewer e R.J.Brown também observaram a falta de uma forte diferenciação prévia entre endogrupo e exogrupo, pois a simples presença de competição não gera condição suficiente para determinar um comportamento intergrupal. Além disso, as atitudes negativas e vieses de julgamento não desaparecem mesmo quando há necessidade de cooperação entre os grupos.